# Petre Georgescu
Petre Georgescu (1884 - 1948) a fost un general român care a luptat în cel de-al Doilea Război Mondial.
A fost înaintat la gradul de general de divizie cu începere de la data de 8 iunie 1940.

## Decorații
- Ordinul „Steaua României” în gradul de Comandor (8 iunie 1940)[3]